# Freilandmuseum Oberpfalz
Skanzen Freilandmuseum Oberpfalz je muzeum v Německu zřízené vládním obvodem Horní Falc. Věnuje se historii, kultuře a každodennosti života lidí v Horní Falci v posledních staletích.

## Poloha
Perschen a Neusath leží blízko města Nabburg. Dálnice A 93 zaručuje pohodlné spojení z Hofu, Řezna a Mnichova. Z Norimberku se do skanzenu přijede po dálnicích A 6 a B 85.

## Historie
Historie Edelmannshofu v Perschenu sahá až do pozdního středověku. V té době byl poprvé dvorec zmíněn písemně. Třístranné nádvoří, které se zachovalo v původní podobě z roku 1605, je spolu s přidruženým románským kostelem a kostnicí jedním z nejdůležitějších příkladů venkovské architektury v Horní Falco. Po přemístění špýcharu z roku 1600 se tento soubor budov stal v roce 1964 jádrem celého skanzenu. Muzeum vznikalo od roku 1961 působením místního spolku "Verein Oberpfälzisches Bauernmuseum Perschen e.V".
Na počátku byla skromná výstava folklorních předmětů, jako je nábytek, kroje, polní nářadí, knihy a předměty pro domácnost. Kvůli ohromnému zájmu návštěvníků dosáhlo dobrovolnické muzejní sdružení rychle svých limitů a vznikla myšlenka předat muzeum veřejné instituci a vytvořit větší skanzen. Záměr zřídit skanzen měl tou dobou vládní obvod Horní Falc, Edelmannshof mu byl předán v roce 1977.
Zařízení je jedním z nejstarších muzeí svého druhu v Bavorsku. Mimo jiné je zde ukázána vzácná práce výrobce šindelů.
V červenci 2020 byl dříve používaný název Oberpfälzer Freilandmuseum Neusath-Perschen změněn na Freilandmuseum Oberpfalz.